# Bellaire (Texas)
Bellaire város az USA Texas államában, Harris megyében. Lakosainak száma 17 202 fő (2020. április 1.).

## Népesség
A település népességének változása:

| 2010 | 16 855 |
| 2020 | 17 202 |